# Perły hodowane

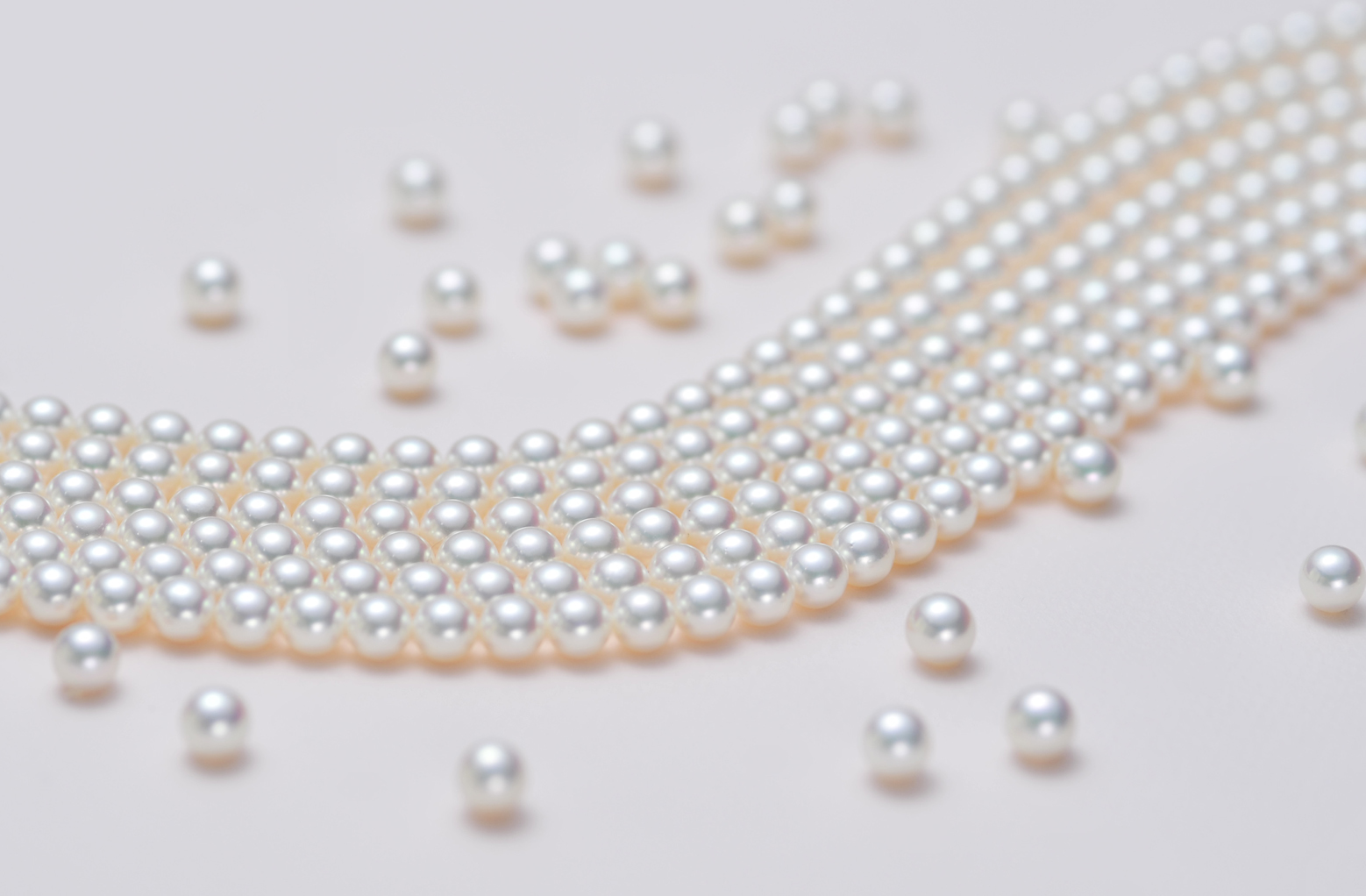
Perły hodowane Akoya

Perły hodowane – perły powstałe w wyniku zamierzonej ingerencji człowieka we wnętrze mięczaków perłorodnych. Stymulacja mięczaka do produkcji perły polega na wprowadzeniu do wnętrza jego ciała pobranej od innego osobnika tkanki nabłonka płaszcza, mającej zdolność do produkcji masy perłowej. W przypadku hodowli pereł jądrowych dodatkowo wprowadzane jest sztuczne jądro, które będzie stanowiło wzorzec kształtu perły i skróci cykl hodowli perły. Rozpoczęcie hodowli pereł na początku XX wieku spowodowało zaprzestanie połowów pereł naturalnych i wyparło je z powszechnego obrotu handlowego.
W polskiej terminologii jubilerskiej i naukowej stosuje się nazwę „perły hodowane” (np.), choć spotyka się też wersję „perły hodowlane” (np.). Wersję „hodowlana” stosuje też Polska Klasyfikacja Wyrobów i Usług (PKWiU).

## Podstawowe gatunki pereł hodowanych

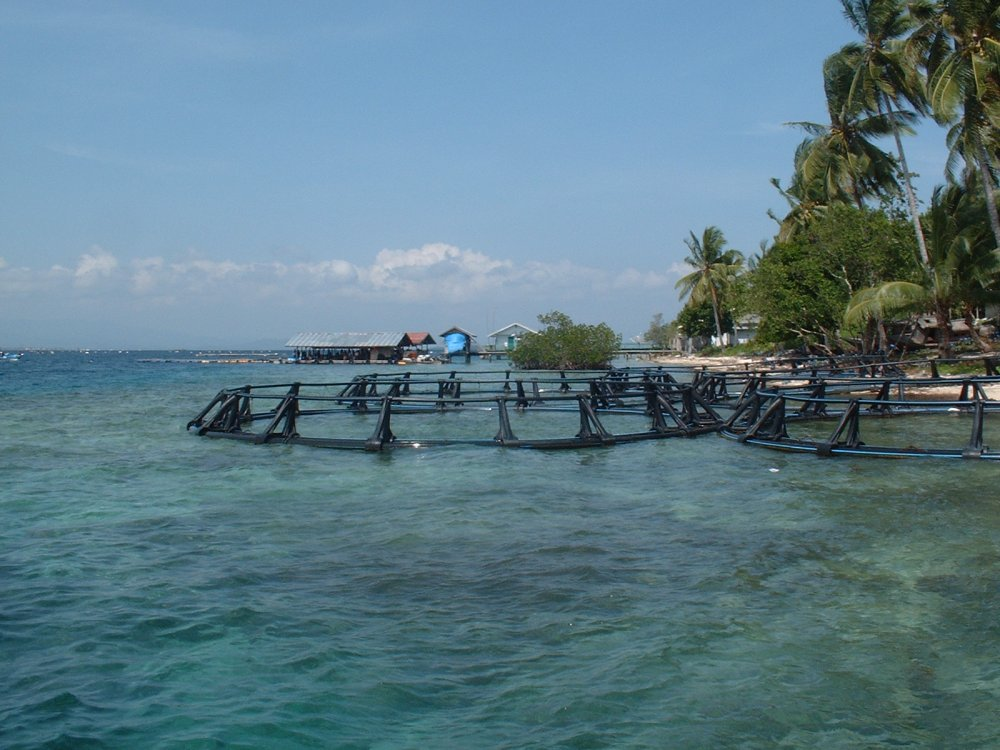
„Perłowa” farma w Indonezji

Cztery podstawowe gatunki pereł hodowanych to:
- perły słodkowodne (najczęściej bezjądrowe, choć w XXI wieku coraz częściej hodowane na jądrach) – o jasnych barwach (przede wszystkim białe, kremowe i w kolorach pastelowych), zazwyczaj o słabym połysku, rzadko kuliste. Obecnie hodowane przede wszystkim w Chinach z użyciem mięczaków słodkowodnych z rodziny Hiropsis cumingi oraz krzyżówki tego mięczaka z japońskim perłopławem z gatunku Hiropsis schlegeli. Tanie w hodowli, zazwyczaj wykorzystywane do produkcji popularnej biżuterii.
- perły słonowodne Akoya – perły jądrowe, o kulistym kształcie, jasnych barwach (biała, srebrnoszara, słomkowozłota) i wysokim połysku. Osiągają rozmiary od 3 do 10,5 mm. Hodowane w łonie małża Pinctada fucata martensii; przede wszystkim w Japonii, na mniejszą skalę również w Chinach i Wietnamie. Z uwagi na wysoki połysk przez znawców uważane są za najpiękniejsze perły.
- perły słonowodne Tahiti – perły jądrowe, o naturalnie ciemnych barwach, nazywane perłami „czarnymi”, choć w ich przypadku idealnie czarna barwa uznawana jest za mało atrakcyjną. Osiągają rozmiary od 8 do 18 mm, niezmiernie rzadko zdarzają się perły powyżej 18 mm lub poniżej 8 mm. Hodowane w Polinezji Francuskiej w łonie małży Pinctada margaritifera.
- perły słonowodne South Sea – perły jądrowe o dwóch podstawowych odmianach – białej i złotej. Hodowane w Australii, Indonezji, Birmie i na Filipinach w łonie małży Pinctada maxima. Osiągają rozmiary od 9 do 20 mm. Perła South Sea nazywana jest czasem „Królową pereł”.

## Hodowla pereł jądrowych

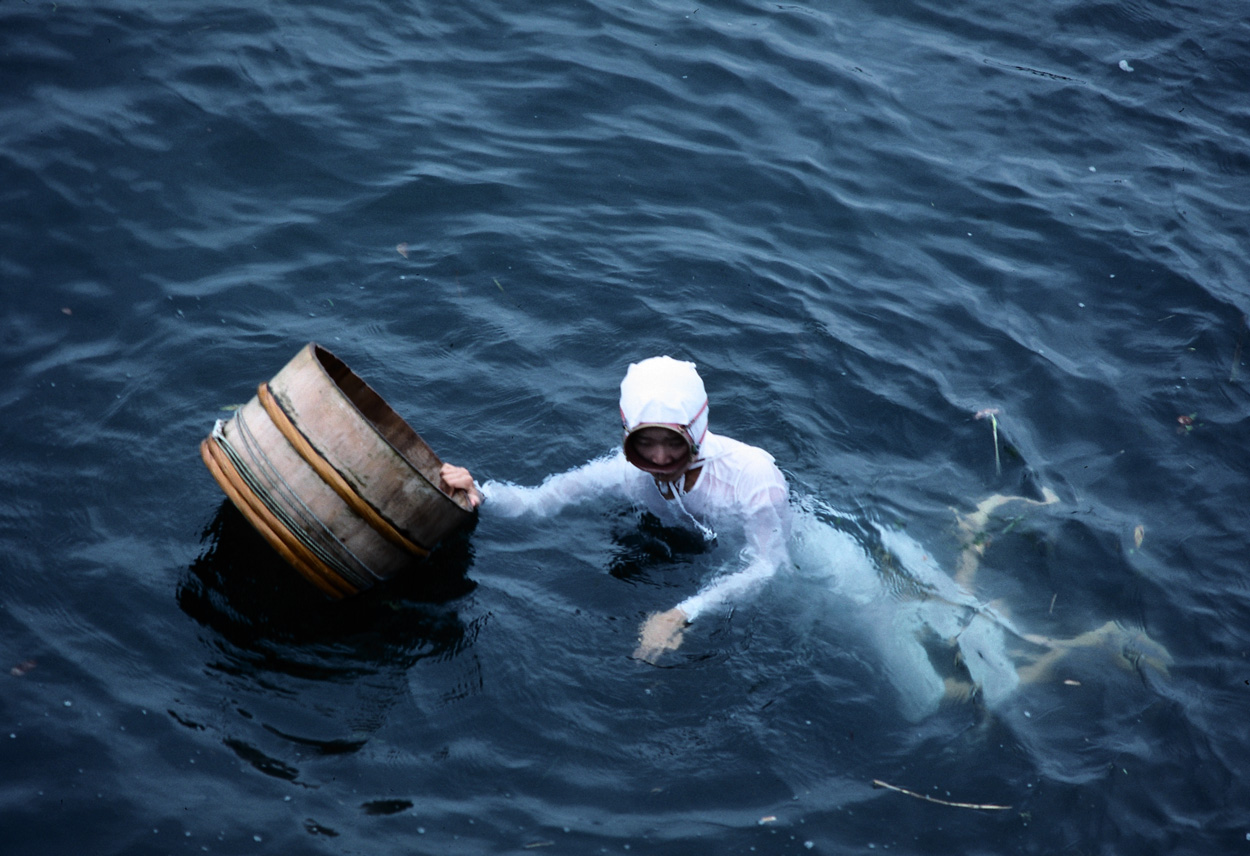
Poławianie pereł

Współczesna hodowla opiera się na pracach badawczych niemieckiego zoologa F. Alverdesa oraz Japończyków T. Nishikawy, O. Kuwabary, R. Mise’a, K. Mikimoto. Ten ostatni w 1896 r. dostał patent na proces otrzymywania pereł hodowanych.
- W celu zainicjowania wzrostu perły do gonad małża wszczepia się sztuczne jądro o formie kulistej. Dodatkowo wszczepiany jest fragment tkanki nabłonkowej płaszcza.
- Wszczepiona tkanka nabłonkowa rozrasta się otaczając jądro i tworzy tzw. woreczek perłowy. Następnie zaczyna wydzielać wokół jądra masę perłową.
- Zaszczepione mięczaki trzyma się w zatokach morskich w koszach lub klatkach na głębokości kilku metrów pod powierzchnią.
- W temperaturze 11 °C małż ginie, dlatego w czasie ataków chłodu i zimą kosze z małżami przeciągane są w cieplejsze wody.
- Małże pozostają w wodzie 9-24 miesięcy, w tym czasie odkładają wokół jądra warstwę 0,3–1 mm.
- Zbioru pereł dokonuje się w miesiącach zimowych, gdy metabolizm małża jest zwolniony (zewnętrzne warstwy perły mają wówczas lepszy połysk).
- Perły wyjmuje się z małży, myje, suszy i sortuje.
- Z całej produkcji tylko 1% pereł kwalifikuje się do najwyższej klasy, 40% to perły poza klasyfikacją, z czego połowa to odpady.